# Igor Dmitrijew (Badminton)
Igor Wladimirowitsch Dmitrijew (russisch Игорь Владимирович Дмитриев, englische Transkription Igor Dmitriev; * um 1968) ist ein kasachischer Badmintonspieler, der in der Sowjetunion seine Badmintonkarriere startete.

## Karriere
Igor Dmitrijew wurde 1986 sowjetischer Juniorenmeister. Bei den Weltmeisterschaften der Studenten gewann er 1990 und 1992 Gold im Herreneinzel. 1989, 1991, 1993, 1995, 1997 und 2003 nahm er an den Weltmeisterschaften teil.